# Ferule di fissazione
Le ferule di fissazione sono protesi che vengono utilizzate per la correzione dei "denti vacillanti" nei casi di parodontopatie.
Possono essere eseguite sia mediante una "protesi scheletrica", che mediante una protesi fissa (denominata "protesi di fissazione isodromica").

## Ferule di fissazione in una protesi scheletrica
Mediante la fissazione scheletrica è possibile dare maggiore solidità ai denti residui, e sostituendo i denti venuti a mancare. Lo scopo di queste ferule è quello di rendere più stabili i denti vacillanti e questo si può attuare in due modi:
- mediante un gancio continuo: questo gancio deve passare vestibolarmente al di sotto della linea equatoriale (limitando se è possibile il danno all'estetica), e nei denti terminali andare in ritenzione con un gancio numero uno; nelle parti linguali e palatali appoggerà sui cingoli dei denti evitando così il ribaltamento della protesi.
- mediante peduncoli: questi peduncoli sono in pratica "prolungamenti" delle parti appuntite della placchetta scheletrica linguale o palatale che si appoggiano con una prima parte nelle superfici linguali o palatali tra due denti contigui, e proseguendo nello spazio interstiziale, vengono ad interessare anche un limitato appoggio sulle superfici vestibolari. A tal proposito è doveroso rilevare che i suddetti peduncoli non devono mai interferire nell'articolazione con gli antagonisti.

## Protesi di fissazione isodromica
A differenza del precedente tipo, queste protesi di fissazione oltre alla funzione stabilizzante (evita traumi funzionali e tecnici), salvaguardando anche quella estetica, perché vengono applicate nelle zone linguali o palatali e lasciano intatte quelle vestibolari (se realizzati tra pareti a 0°). Come mezzi ritentivi, vengono impiegati dei pernetti parapulpari di platino iridiato (pinlay), che si avvicinano alle zone pulpari, limitando notevolmente la preparazione del dente e creando un robusto mezzo di ancoraggio. Possono essere impiegati come intarsi o protesi stabilizzante, ma anche come pilastri di sostegno nelle fissazioni soprattutto dei denti anteriori, ed in particolar modo degli inferiori data la loro esigua estensione.

## Procedimento pratico
Il medico prepara il dente come per le corone 3/4 ma con le apposite nicchie, lo spessore che viene asportato dalle superfici linguali o palatali non dev'essere inferiore a 0,5 mm, altrimenti la lega risulterebbe troppo debole. Rileva le impronte singole con anellino di rame e pasta Kerr su ogni dente preparato, quindi rileva un'impronta di posizione per la costruzione dei monconi sfilabili (l'impronta parziale potrebbe spostare i denti vacillanti), ed invia il tutto al tecnico. Questo sviluppa le improntine col bagno galvanico, costruisce i monconi sfilabili ed allestisce il modello in gesso; modella i singoli onlay ed applica le cannule isodromiche nella modellazione, mediante l'isoparallelometro. Le cannule di platino iridiato vengono applicate calde e devono essere parallele tra loro; possono avere un diametro tra 0,75 e 1,5 mm, e l'altezza varia a giudizio del tecnico: maggiore è la lunghezza, più preciso sarà il parallelismo dei fori parapulpari (mai inferiore a 1 cm). Il numero dei pozzetti varia dall'ampiezza del dente interessato: molari e premolari hanno un'ampia superficie d'appoggio e quindi non vengono stabilizzati dai pozzetti. La modellazione può essere in cera, ma per dare maggior sostegno alle cannule metalliche, è preferibile servirsi della resina autopolimerizzante per fusioni. Si mette poi in rivestimento, avendo l'avvertenza di "chiudere" ciascuna cannula con una punta di grafite, per evitare l'inserimento dello stesso rivestimento per fusioni in queste zone. Ottenuta la fusione (o sovrafusione) il tecnico rifinisce ed invia al medico, che colloca le corone in bocca al paziente e le collega con poche gocce di resina nei punti di contatto. Prepara poi i pozzetti parapulpari, facendo passare nelle cannule una fresa calibrata dello spessore adeguato, ed introduce nei pozzetti i pernetti parapulpari che avranno lo stesso diametro delle frese calibrate; la lunghezza dei pernetti supera di circa 5 mm quella delle cannule. Ora i perni vengono fissati alle cannule mediante resina autopolimerizzante, che "scorre" all'interno tra cannule e pernetti. Si rileva quindi un'impronta di posizione, che si svilupperà direttamente col rivestimento per saldatura, e si attua questa unendo le cannule ai pernetti e gli onlay tra loro; è importante controllare che il saldame penetri fino in fondo alle cannule, per la stabilità della parte di perno che rimarrà nella cavità. Il tecnico taglia le parti di cannula che emergono dalle corone, rifinisce ed invia la protesi isodromica al medico che la cementerà in bocca al paziente.